# Georges Rooms
Georges Florimond Rooms (1894) è stato un sollevatore belga.
Partecipò alle Olimpiadi di Anversa 1920, ottenendo la medaglia di bronzo nella categoria dei pesi leggeri (fino a 67,5 kg.), dietro all'estone Alfred Neuland, medaglia d'oro, ed al connazionale Louis Williquet, medaglia d'argento.